# Nemoria vinocincta
Nemoria vinocincta là một loài bướm đêm trong họ Geometridae.